# Catasetum regnellii
Catasetum regnellii är en orkidéart som beskrevs av João Barbosa Rodrigues. Catasetum regnellii ingår i släktet Catasetum och familjen orkidéer. Inga underarter finns listade i Catalogue of Life.